# Elacatis diversus
Elacatis diversus es una especie de coleóptero de la familia Salpingidae.

## Distribución geográfica
Habita en Nueva Guinea.